# Satyre dansant
Le Satyre dansant ou Satyre Borghèse est une statue romaine en marbre pentélique du IIe siècle, conservée à la Galerie Borghèse de Rome.

## Description

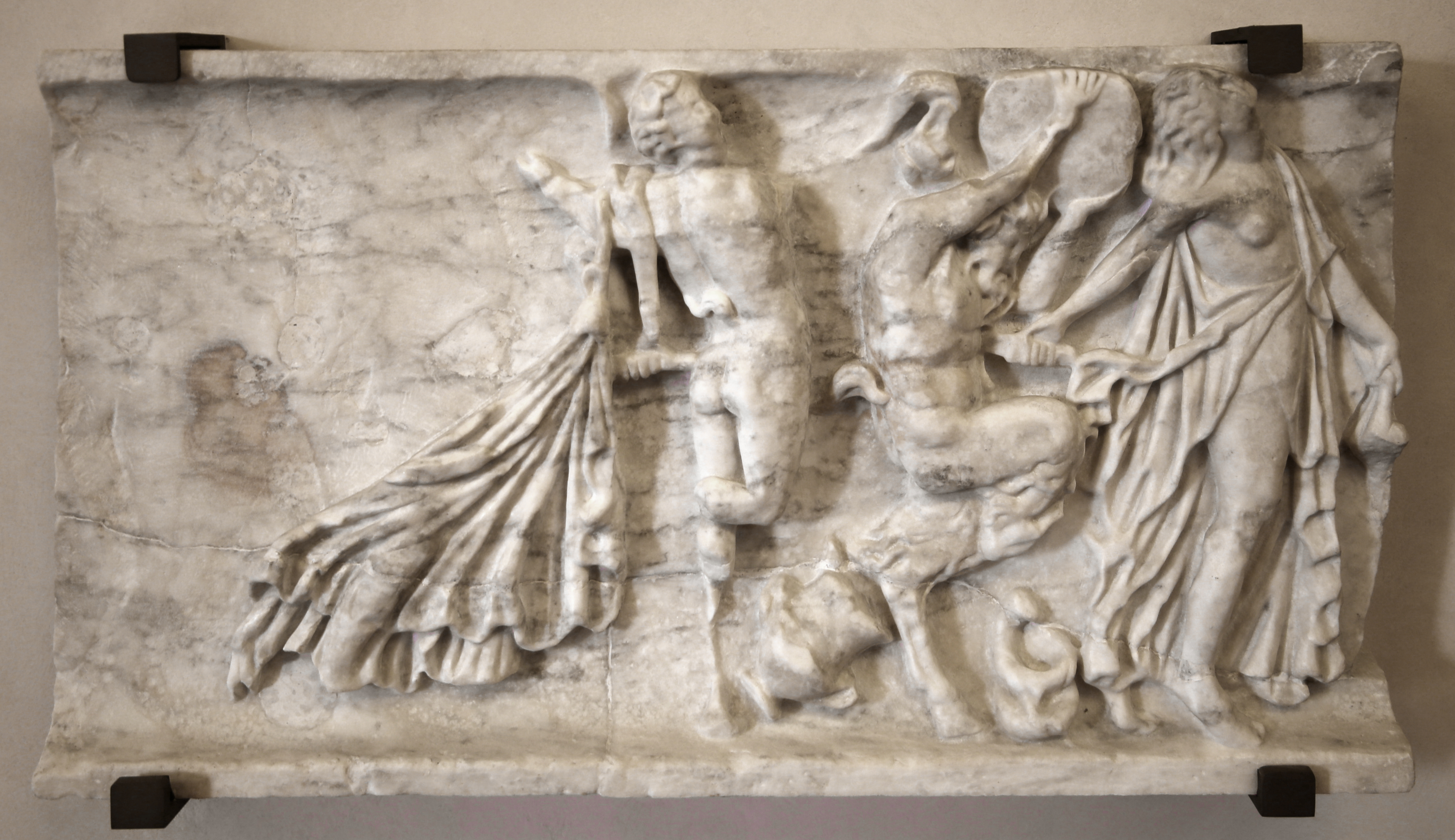
Sarcophage dionysiaque, musée  Bardini, Florence.
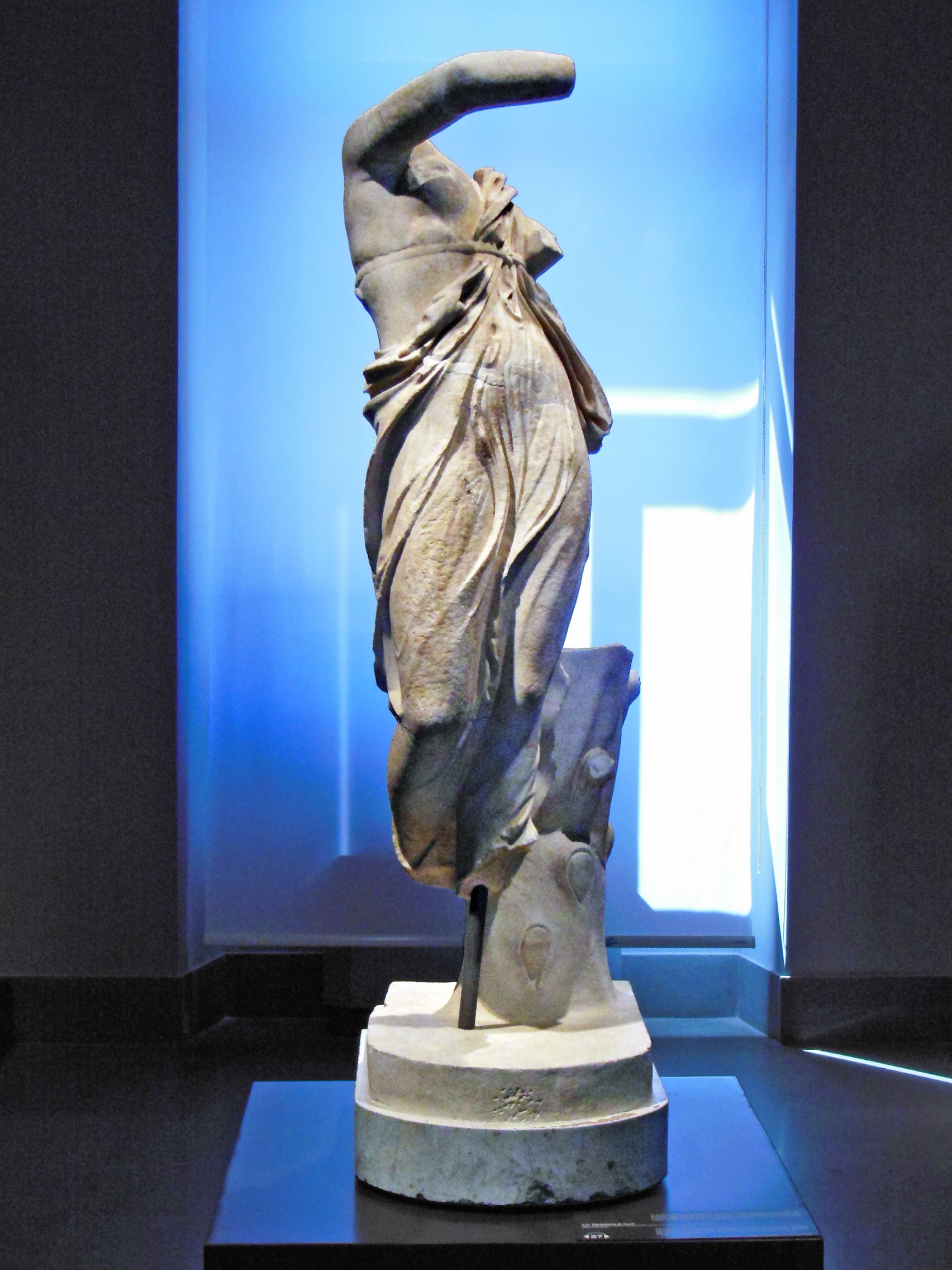
Femme dansante de la villa d'Hadrien, palais Massimo des Thermes, Rome.